# مانوئل فرناندز (قایقران روئینگ)
مانوئل فرناندز (انگلیسی: Manuel Fernandes؛ زادهٔ ۱۱ دسامبر ۱۹۶۷) قایقران روئینگ اهل پرتغال بود.
وی در مسابقات چهارنفره تک پارو سبک‌وزن المپیک تابستانی ۱۹۹۶ شرکت کرده است و در رده پانزدهم رده‌بندی کلی قرار گرفته است.